# Xã Maumelle, Quận Craighead, Arkansas
Xã Maumelle (tiếng Anh: Maumelle Township) là một xã thuộc quận Craighead, tiểu bang Arkansas, Hoa Kỳ. Năm 2010, dân số của xã này là 2.260 người.